# Heterusia suffusa
Heterusia suffusa là một loài bướm đêm trong họ Geometridae.